# Chemische Industrie

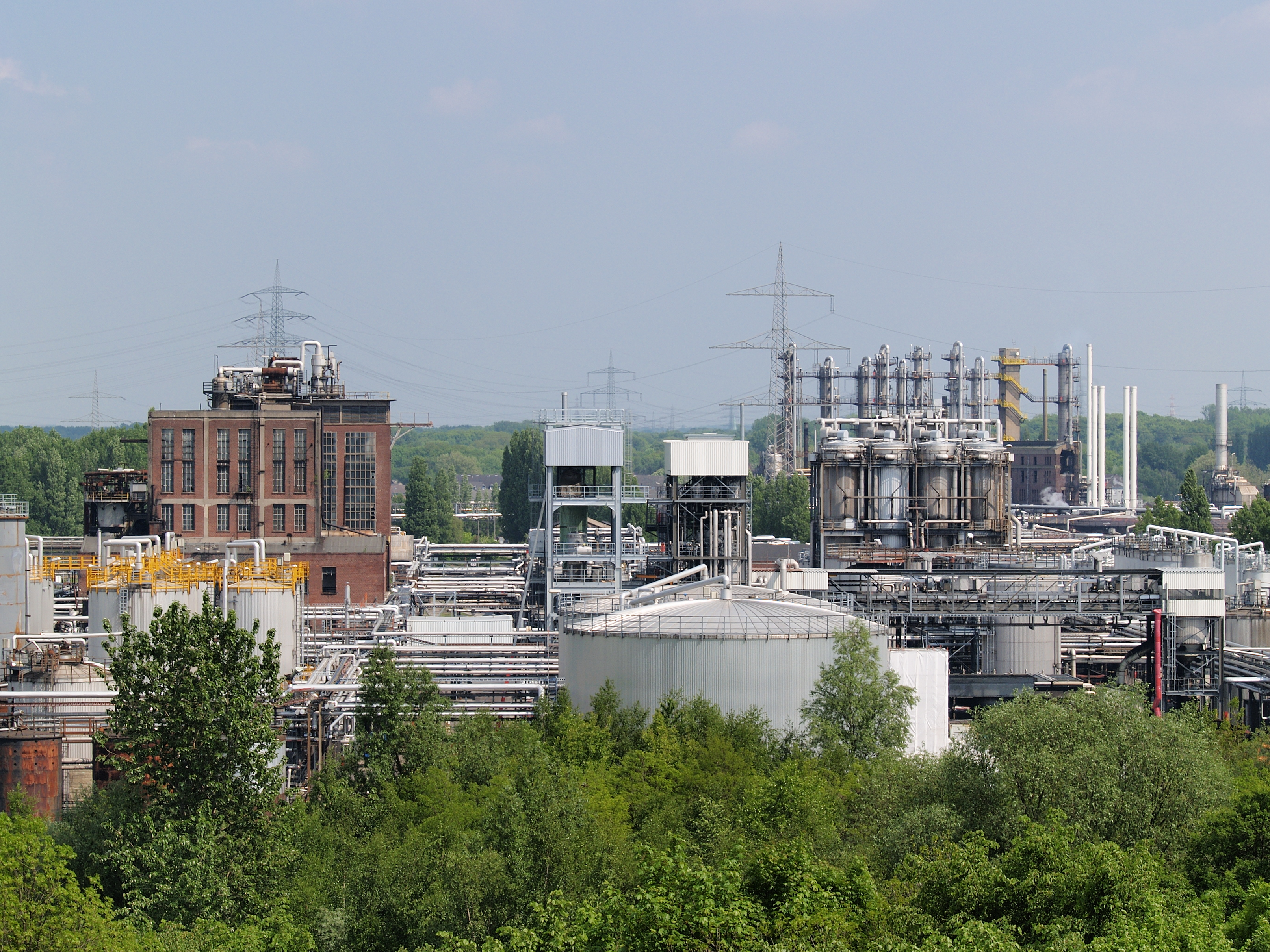
Chemische Produktionsanlagen

Die chemische Industrie (auch Chemieindustrie, Chemiewirtschaft, chemisches Gewerbe) ist ein Wirtschaftszweig (Branche), der sich mit der Herstellung chemischer Produkte beschäftigt.
Dieser Industriezweig stellt für viele andere Wirtschaftszweige die benötigten Stoffe her.

## Gewerbe der chemischen Industrie

Waschmittel – wie Persil – sind Produkte der chemischen Industrie

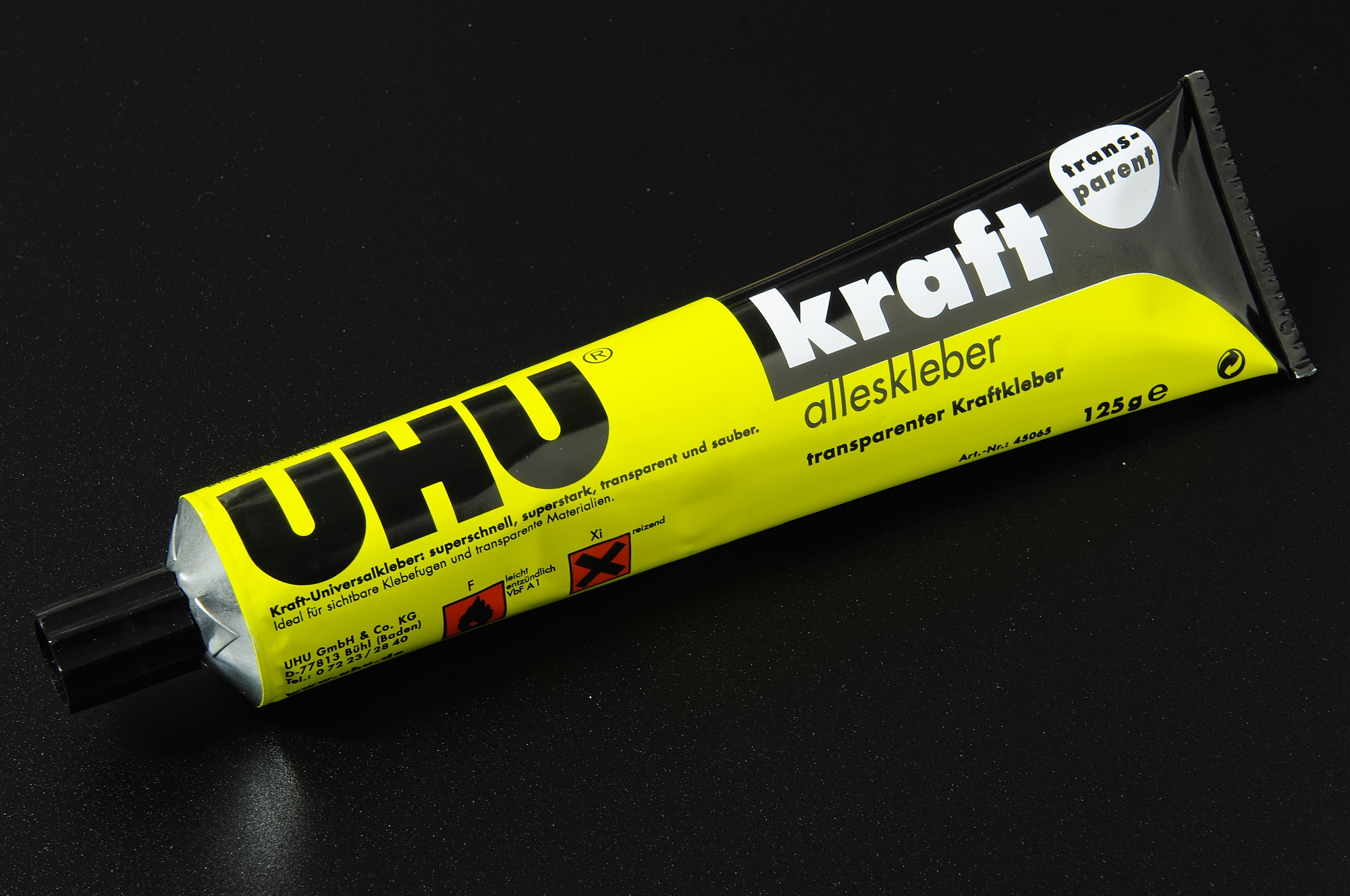
UHU-Alleskleber – ein Produkt der chemischen Industrie

Die Chemische Industrie ist dem Verarbeitendem Gewerbe zuzuordnen. Nach der europäischen Klassifikation Statistische Systematik der Wirtschaftszweige in der Europäischen Gemeinschaft (NACE) beinhaltet die Herstellung von chemischen Erzeugnissen folgende Teilbereiche:
- NACE-Code 20.1 – Herstellung von chemischen Grundstoffen, Düngemitteln und Stickstoffverbindungen, Kunststoffen in Primärformen und synthetischem Kautschuk in Primärformen
- NACE-Code 20.2 Herstellung von Schädlingsbekämpfungs-, Pflanzenschutz- und Desinfektionsmitteln
- NACE-Code 20.3 Herstellung von Anstrichmitteln, Druckfarben und Kitten
- NACE-Code 20.4 Herstellung von Seifen, Wasch-, Reinigungs- und Körperpflegemitteln sowie von Duftstoffen
- NACE-Code 20.5 Herstellung von sonstigen chemischen Erzeugnissen (wie Pyrotechnik und Klebstoffe)
- NACE-Code 20.6 Herstellung von Chemiefasern

Meist wird auch die Pharmazeutische Industrie (NACE-Code 21 Herstellung von pharmazeutischen Erzeugnissen) zur Chemischen Industrie gerechnet.
Andere Industrien gehören nicht zur Chemischen Industrie.
Im Brockhaus findet man die folgende Definition:
„[Zur chemischen Industrie gehören] im weiteren Sinne diejenigen Industrien, die sich ausschließlich oder vorwiegend mit der Umwandlung von natürlichen und mit der Herstellung von synthetischen Rohstoffen befassen. Abgrenzungen sind schwierig und nicht einheitlich.“

## Geschichte

BASF um 1893

Die chemische Industrie ist ein Wirtschaftszweig, der in Europa und den USA um 1850 zu einem eigenständigen Industriezweig wurde.
Die Gewinnung von Metallen aus Erzen wurde schon in sehr früher Zeit betrieben. Alchemisten forschten und experimentierten in diesem Bereich. Gold und Silber waren wichtige Münzmetalle. Die Geldwirtschaft gewann allmählich an Bedeutung, Naturalwirtschaft und Tauschhandel verloren an Bedeutung. Silber und Gold waren nicht beliebig vermehrbar; die Zahl der Münzen hing von den Goldbergwerken, den Silberbergwerken und den staatlichen Münzprägeanstalten ab. Münzen waren damals häufig sehr knapp und deshalb begehrt.  Mit Beginn der Industrialisierung und dem Bevölkerungswachstum kamen neue Güter und Produkte – insbesondere durch die Chemie – in den Wirtschaftskreislauf. Die Geldmenge konnte nicht mehr durch Münzen sichergestellt werden; die Münzen wurden zunehmend durch Papiergeld (z. B. in der Französischen Revolution) substituiert. Die Metallgewinnung und die chemische Industrie waren bedeutende Faktoren für technischen Fortschritt und Wirtschaftsaufschwung. Metalle wurden für Dampfmaschinen, Verbrennungsmotoren, Eisenprofile (z. B. Wohnungsbau, Brücken, Schienen) benötigt, die Chemieindustrie stellte Soda (für die Glasindustrie und für Wasch- und Reinigungsmittel), Chemiefasern und Farbstoffe (z. B. für Textilien) her. Die jungen Chemiker stammten in Preußen Anfangs aus den zahlreichen Gewerbeschulen, in denen unter anderem die Grundlagen der Teerfarbenherstellung gelehrt wurden.

### Anorganische Chemieindustrie
Ausgangspunkte für die Entstehung der chemischen Industrie war das Bleikammerverfahren (1740 Richmond bei London) zur Herstellung von Schwefelsäure. 1778 wurde in der ersten Chemiefabrik der Schweiz, dem Laboratorium in Winterthur, die Produktion von konzentrierter Schwefelsäure begonnen. Ein zweites Schlüsselprodukt der Chemieindustrie war das Soda (1791 von Nicolas Leblanc entwickelt). James Muspratt baute im Jahr 1823 die erste Sodafabrik in England (Liverpool), Hermann in Schönebeck (bei Magdeburg) errichtete die erste Sodafabrik in Deutschland, Friedrich Engelhorn gründete 1865 in Mannheim die Badische Anilin- und Sodafabrik (BASF). Ab 1852 wurde Schwefelsäure nach Entwicklungen von Friedrich Wöhler, Clemens Winkler und Rudolf Knietsch im Kontaktverfahren erzeugt, ab 1863 wurde das Solvay-Verfahren zur Herstellung von Soda eingeführt. Soda nutzte und nutzt man in der Glasindustrie; neue Spezialgläser (Böhmisches Hartglas, Kristallglas, Crownglas) konnten erzeugt werden. Aus der Salzsäure als Nebenprodukt des Leblanc-Verfahrens konnte Chlorkalk (Tennant (1799), Walter Weldon (1867), Henry Deacon (1872)) erzeugt werden. Seit 1890 wurden Chlor, Wasserstoff und Natronlauge durch Elektrolyse hergestellt.

### Organische Chemieindustrie
Friedlieb Ferdinand Runge bereitete um 1833 bei Oranienburg den Weg zur Entwicklung der organischen Chemieindustrie, als er ein Nebenprodukt der Steinkohleumwandlung zu Koks untersuchte, den Steinkohleteer. Aus den Erkenntnissen über dessen Inhaltsstoffe und deren Reaktionen entwickelten sich technisch nutzbare organisch-chemische Prozesse und die Industriezweige zu synthetischen Farbstoffen, Arzneimitteln und Kunststoffen.
Das Aufblühen der chemischen Industrie ging Hand in Hand mit der Wissenzunahme und der Zahl der Absolventen in der Chemie. Zwischen 1860 und 1900 stiegen sowohl die Zahl der Unternehmen in der Chemieindustrie als auch deren Größe schnell an. Die Badische Anilin- und Sodafabrik (BASF, gegründet 1865) beschäftigte 1885 bereits 2.330 Arbeiter und Angestellte, 1890 waren es 3596, 1895 4600 und 1900 6711, davon etwas über 100 Chemiker. Bei Bayer/Elberfeld (gegr. 1863) gab es 1885 zunächst 24 Chemiker und 300 Arbeiter, und 1896 waren es 104 Chemiker und 2644 Arbeiter.
Die Chemie und die Chemiewirtschaft galten in dieser Phase als friedens- und damit staatserhaltend.
Düngemittel, Pflanzenschutzmittel und Herbizide steigerten die Erträge in der Landwirtschaft. Farbstoffe und Pigmente brachten Farben für Kleidung, Druckerzeugnisse, Häuserfassaden, und die Fotografie. Kunstfasern erhöhten das Angebot an preiswerten Textilien. Kunststoffe brachten neue Güter für Haushalte und Gewerbe. Arzneimittel verbesserten den Gesundheitszustand und senkten das Infektionsrisiko bei gefährlichen und ansteckenden Krankheiten wie Tuberkulose, Syphilis oder Diphtherie.
Bismarck bemerkte einmal, dass „es weniger die friedliche Gesinnung aller Regierungen ist, die den Frieden bisher erhält, als die wissenschaftliche Leistungsfähigkeit der Chemiker“.

### Umwelt- und Gesundheitsgefahren durch die Chemieindustrie
Zu Beginn der Industrialisierung wurden von der chemischen Industrie viele Produkte hergestellt und in Umlauf gebracht, die schädliche Folgen für die Gesundheit von Menschen, Tieren oder für die Umwelt hatten. Viele der späteren Folgewirkungen blieben den Forschern nach bestem Wissen zunächst völlig unbekannt, ein Umwelt- oder Arbeitsschutzgedanke existierte nicht, mögliche Gefahren wurden dem Profitstreben der Firmengründer untergeordnet und Arbeitnehmerinteressen kaum beachtet.
Beispielsweise war das Schweinfurter Grün ein wichtiges Pigment zur Färbung von Tapeten. Unter normalen, trockenen Raumbedingungen war das arsenhaltige Pigment ungefährlich. In feuchten, modrigen Räumen entwickelte sich nach einiger Zeit jedoch der giftige und flüchtige Arsenwasserstoff, der an die Raumluft abgegeben wurde und so eingeatmet werden konnte.
Ein anderes Beispiel ist der Azofarbstoff „Buttergelb“, der zur Färbung von Butter diente. Nach heutigen Erkenntnissen ist dieser Stoff krebserregend und wird nicht mehr hergestellt.

#### Beginn des Umweltschutzes
Durch die Reichseinigung entstanden Institute zur Kontrolle der Umwelteigenschaften von chemischen Stoffen wie die „Preußische Landesanstalt für Wasser-, Boden-, Lufthygiene“ (heute: Umweltbundesamt), 1905 die „Biologische Anstalt für Land- und Forstwirtschaft“ (heute: Biologische Bundesanstalt), 1876 das Kaiserliches Gesundheitsamt (heute: Bundesgesundheitsamt) und zur Erforschung von komplexeren wissenschaftlichen Zusammenhängen die Kaiser-Wilhelm-Institute (heute Max Planck-Institute).
Trotz Aufbau dieser Sicherungen zum Schutz der Bevölkerung gab es auch in späterer Zeit im Umgang mit chemischen Stoffen unvorhergesehene Folgen. Pflanzenschutzmittel in den 1950er und 1960er Jahren bestanden noch aus biologisch schwer abbaubaren chlororganischen Verbindungen (z. B. Lindan), dies führte zu einer Belastung der Umwelt.
Auch verzweigte Alkylsulfonate, die als Tenside dienten, waren biologisch schlecht abbaubar. Ab 1961 gab es dazu das „Gesetz über Detergentien in Wasch- und Reinigungsmitteln“.
Von Oktober 1957 bis Ende 1961 nahmen zehntausende Schwangere Contergan-Tabletten (medizinischer Wirkstoff Thalidomid), weil diese gegen morgendliche Schwangerschaftsübelkeit in der frühen Schwangerschaftsphase halfen, im Hinblick auf Nebenwirkungen als sicher galten und weil sie bis Ende der 1950er Jahre gezielt als rezeptfreies Beruhigungs- und Schlafmittel für Schwangere empfohlen wurden.
Contergan verursachte schwere Fehlbildungen (Dysmelien) oder das Fehlen (Amelie) von Gliedmaßen und Organen bei Neugeborenen. Weltweit kamen etwa 5.000–10.000 geschädigte Kinder auf die Welt; außerdem gab es eine unbekannte Zahl von Totgeburten.
Die Kontrolle versagte, obgleich sehr umfangreiche Untersuchungen erfolgt waren.
Bei den Fluorchlorkohlenwasserstoffen (FCKWs) glaubten Chemiker und Hersteller damals, eine gefahrlose Chemikalie als Kühlmittel für Kühlschränke und Treibgas für Spraydosen gefunden zu haben. Wenn FCKWs in die Atmosphäre gelangen, steigen sie in die Stratosphäre auf und schädigen dort (durch damals unbekannte Gasreaktionen) die Ozonschicht.
1985 wurde erstmals ein Ozonloch über der Antarktis beobachtet und 2020 erstmals über der Arktis.
Dem Benzin setzten die Mineralölhersteller bis in die 1980er Jahre das Bleitetraethyl als Antiklopfmittel hinzu (siehe Benzinbleigesetz). Die Auspuffabgase waren noch stark kohlenmonoxid- oder benzolhaltig. Kohlenmonoxid ist ein gefährliches Atemgift; Benzol ist krebserregend.
Das Blacksmith Institute (USA) ermittelt seit 2006 die Top 10 der am stärksten verseuchten Orte der Erde. Dabei haben auch Betriebe der chemischen Industrie immer wieder eine Rolle gespielt, wie z. B. Dserschinsk in Russland (Chemiewaffenproduktion); oder Vapi in Indien, Buenos Aires in Argentinien und Jakarta in Indonesien.

#### REACH
In Dubai haben sich 120 Staaten bereit erklärt, den Umgang mit Chemikalien weltweit für Mensch und Umwelt einheitlicher und sicherer zu gestalten. Chemikalien sollen weltweit nach Gefährlichkeit eingestuft und für Transport und Umgang gekennzeichnet werden. Regelungen sollen international vereinheitlicht werden. Dazu dient auch die REACH-Verordnung vom 1. Juli 2007 in Europa. Hersteller oder Unternehmen, die chemische Stoffe und Zubereitungen mit mehr als eine Tonne/Jahr in der EU in den Verkehr bringen, müssen umfangreiche Dokumentationen über Toxikologische Wirkungen, Ökotoxizität sowie physikalisch-chemischen Daten dieser Stoffe an die Chemieagentur in Helsinki einreichen. Ferner haben die Unternehmen Informationspflichten für die gesamte Lieferkette wahrzunehmen. Ca. 80.000 Registrierdossiers wurden eingereicht, die Erstellungskosten lagen bei 2 Mrd. €.

## Automatisierung und Effizienz
Produktionsbetriebe der chemischen Industrie haben im Allgemeinen einen höheren Bedarf an Kapitalinvestitionen und einen geringeren Personalbedarf verglichen mit Produktionsbetrieben anderer Branchen mit vergleichbarem Umsatz.
Die chemische Industrie zeichnet sich aus durch
- einen hohen Automationsgrad,
- eine hohe Wertsteigerung der verarbeiteten Rohstoffe,
- eine sehr teure Forschung,
- eine aufwändige Verfahrenstechnik sowie
- eine große Anzahl hergestellter Produkte.

Hergestellt werden Grundchemikalien, Spezialchemikalien, Zwischen- und Fertigprodukte. Abnehmer sind der Konsumgüterbereich sowie alle Bereiche des verarbeitenden Gewerbes und der Industrie (Automobilindustrie, Baugewerbe, Landwirtschaft).

## Wirtschaftliche Entwicklung
Die chemische Industrie ist in der öffentlichen Wahrnehmung stark durch internationale Konzerne geprägt. Der überwiegende Teil der chemischen Industrie besteht jedoch aus mittelständischen Unternehmen.
Der weltweite Gesamtumsatz der chemischen Industrie betrug 2010 3.140 Mrd. Euro. In Deutschland 180,3 Mrd. (Anteil am Weltmarkt: 5,7 %), in den USA 584 Mrd. (18,6 %), in der Volksrepublik China 693,6 Mrd. (22,1 %) und in der Schweiz 55 Mrd. (1,8 %). Beschäftigt wurden in Deutschland 462.000 Personen, in der Schweiz 64.000 Personen. Aus Deutschland wurden Waren im Wert von 80,2 Mrd. Euro exportiert und importiert wurden Waren für 57,9 Mrd. Euro.

### Chemieindustrie seit 1990
Die petrochemische Industrie in Europa war vorwiegend national geprägt, in vielen Ländern war dieser Industriesektor in Staatsbesitz. Viele nationale Anbieter hatten eine alte und zu geringe Anlagenkapazität. Es fehlte an Kapital. Im Jahr 1993 verschmolzen die staatlichen Konzerne Neste Oil (Finnland) und Statoil (Norwegen) zu Borealis. Ebenfalls im Jahr 1993 verschmolz das Polypropylengeschäft; die italienische Montedison fusionierte mit Shell, es entstand Montell. Die Firmen BASF und Shell legten ihr PE-Geschäft zusammen, es entstand Basell. Im Jahr 2004 wurde Basell für 4,4 Mrd. Euro verkauft. Die Käufer waren Access Industries und die Chatterjee Group.
Basell fusionierte seinerseits mit Lyondell zu Lyondellbasell.
Unter dem Druck, möglichst hohe Gewinne für die Aktionäre zu erzielen und unter dem Eindruck der Entwicklungen in China, bündelten die bisher breit aufgestellten Großunternehmen ihre Aktivitäten auf einzelne Chemiesektoren. Die Chemiefirmen Bayer AG und Hoechst AG waren im Jahr 1993 noch sehr breit aufgestellt. Die beiden Einzelunternehmen verfügten über praktisch alle wichtigen Chemiesektoren wie Kunststoffe, Spezialitäten, Coatings, Agrochemie, Pharma und Feinchemie.
Aus der Bayer AG und der Hoechst AG sind Life-Science-Unternehmen entstanden. Durch Fusion von Hoechst mit der französischen Rhône-Poulenc entstand Aventis, bzw. später Sanofi-Aventis.
Alle nicht zum Pharmasektor gehörenden Bereiche wurden abgestoßen.
Bayer ist heute schwerpunktmäßig auf Pharma und Agrochemikalien ausgerichtet, die anderen Bereiche wurden ausgegliedert (Lanxess AG, Covestro AG und Currenta GmbH & Co. OHG).
Im August 2008 kaufte Dow Chemical den Chemiehersteller Rohm & Haas für 15,3 Mrd. US$. Rohm & Haas stellt Spezialchemikalien für die Elektronik, Baubranche, Beschichtung her. Das Unternehmen beschäftigt weltweit 16.500 Mitarbeiter, davon 500 in Deutschland.

### Chemiewirtschaft in der Krise
Die Chemieindustrie ist ein besonders zyklisch reagierender Industriezweig. Zwischen Januar 2008 und Januar 2009 nahm daher der Absatz der Chemieproduktion in Europa dramatisch ab. Der Absatzrückgang bei Kunststoffen und Polymeren lag um 31 %, bei Chemiefasern um 33,6 %, Düngemitteln 44,2 %, Farbstoffen, Pigmenten 26,7 %, anorganischen Basischemikalien 33 %.
Die BASF musste seit November 2008 Großanlagen herunterfahren. Nur noch 75 % der Kapazität waren ausgelastet. Betroffen sind insbesondere die Zulieferindustrien für die Automobilindustrie. Zu Kurzarbeit kam es in der Lack- und Farbenindustrie; im Werk in Münster wurden 2/3 der Beschäftigten (1500 Personen) in Kurzarbeit geschickt. Die Anlage der BASF-Coating in New Jersey wurde wegen Überkapazitäten geschlossen, ferner eine Anlage in Korea für Kunststoffvorprodukte. Nur in den Sektoren Pflanzenschutzmittel und Pharmaprodukte steigerte der Konzern seine Erlöse.
Bei Lanxess kam es zu einem 50-prozentigen Rückgang an Kautschuk für Autoreifen. Das Schweizer Unternehmen Clariant sparte bis Ende 2008 etwa 2200 (von insgesamt 20.000) Mitarbeiter weltweit ein, 1000 weitere Mitarbeiter sollen in naher Zukunft folgen. Im Raum um Frankfurt beschäftigt das Unternehmen etwa 2500 Mitarbeiter.
Auch bei der Wacker Chemie kam es zu einem Ertragsrückgang von 42 %. Vom Abschwung waren auch Mitarbeiter von Evonik und Celanese betroffen. Um 800 Mitarbeiter wurden in die Kurzarbeit geschickt.

### Branche lässt Krise 2010 hinter sich
In allen Regionen und in fast allen Ländern der Welt stieg die Industrieproduktion 2010 kräftig an. Von dieser Entwicklung profitierten die deutschen Chemieunternehmen vor allem durch den Export ihrer Produkte. Bereits im Jahresverlauf 2009 deutete sich an, dass die Branche die Krise rascher überwinden würde als von den meisten Wirtschaftsexperten angenommen. Nach dem Anziehen der Nachfrage aus dem Ausland trug auch die Inlandsnachfrage zur Erholung der wirtschaftlichen Situation bei. Bereits im Sommer 2010 erreichte die Kapazitätsauslastung so wieder ihr normales Niveau Deutschlands viertgrößte Branche erlebte 2010 ein bemerkenswertes Jahr, das sich in dieser Weise wohl kaum mehr wiederholen lässt. Sie konnte mit einem Produktionsplus von 11 % den größten Zuwachs seit 1976 verbuchen. Die Chemieproduktion verfehlte damit das Vorkrisenniveau nur noch knapp. Höhere Preise und größere Mengen führten zu einem deutlichen Umsatzplus: Das Geschäft mit Chemikalien in Deutschland legte um 17,5 % auf 170,6 Mrd. Euro zu. Der Auslandsumsatz lag 2010 bereits wieder auf einem höheren Niveau als im Jahr 2007. Die Produktionsanlagen, die im Zuge der Krise stark heruntergefahren und teilweise auch ganz abgestellt worden waren, laufen inzwischen wieder auf Hochtouren. Die Unternehmen konnten deshalb die Kurzarbeit beenden.
Der Umsatz (Angabe vom VCI) lag im Jahr 2011 bei 184,2 Mrd. €. Im Jahr 2012 hat die deutsche Chemieindustrie mit einem Umsatzrückgang gerechnet, jedoch blieb der Umsatz konstant. Verkaufsrückgänge gab es durch die Euro-Krise mit dem europäischen Ausland, Umsatzsteigerungen gab es mit Asien und Nordamerika.

## Chemiewirtschaft nach Ländern

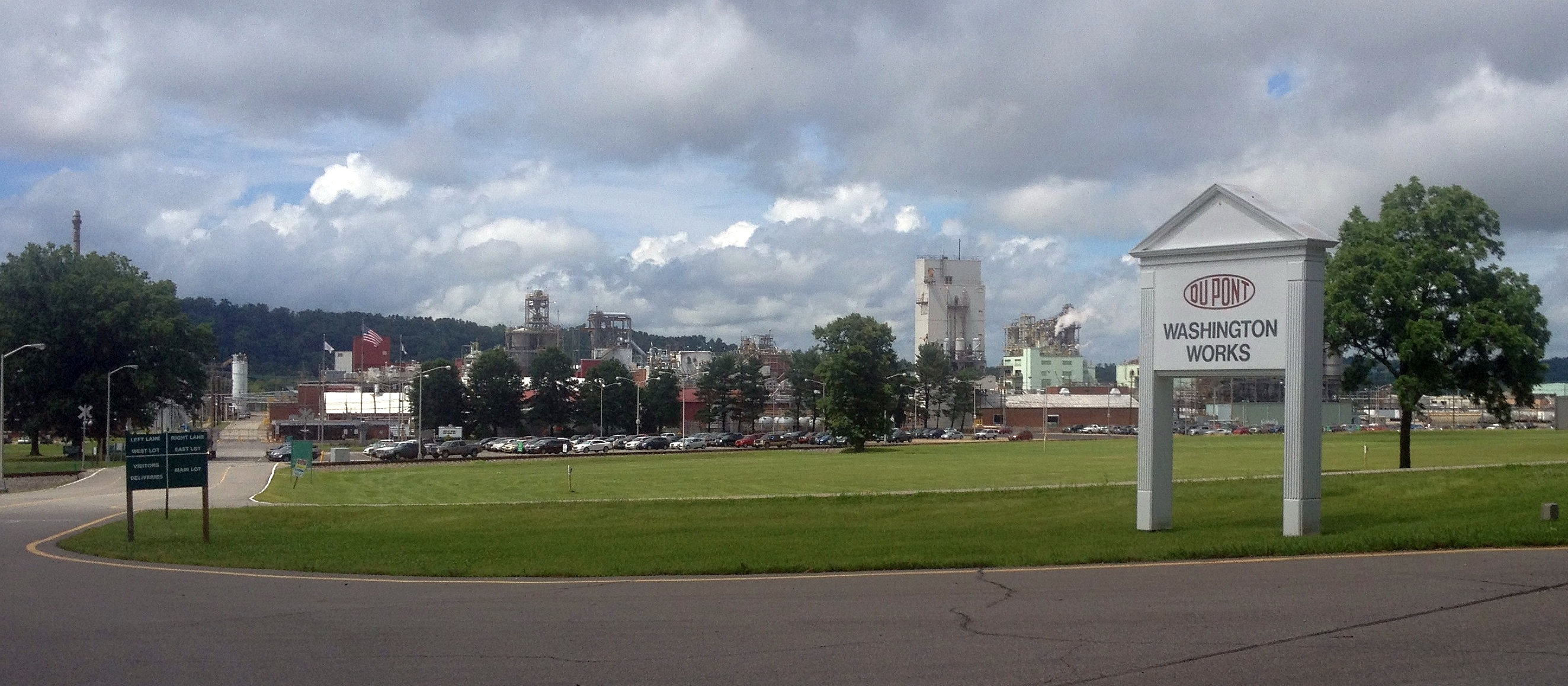
DuPont in Washington, West Virginia (USA)

In den letzten Jahren wuchs die Chemiewirtschaft in China stark.
| Land                 | Umsatz Mrd. € 2009 | Umsatz Mrd. € 2021 | Umsatzanteil Welt (%) |
| -------------------- | ------------------ | ------------------ | --------------------- |
| Deutschland          | 162,5              | 242,8              | 4,2                   |
| Frankreich           | 104,3              | 148,2              | 2,5                   |
| Italien              | 69,8               | 87,6               | 1,5                   |
| Großbritannien       | 56,2               | 71,0               | 1,2                   |
| Niederlande          | 42,6               | 66,7               | 1,1                   |
| Spanien              | 45,0               | 66,8               | 1,1                   |
| EU 27                | 635,6              | 1038,0             | 17,8                  |
| Schweiz              | 51,2               | 117,2              | 2,0                   |
| Russische Föderation | 34,9               | 76,0               | 1,3                   |
| NAFTA                | 547,1              | 783,9              | 13,5                  |
| Lateinamerika        | 127,2              | 145,4              | 2,5                   |
| Asien                | 1108,8             | 3443,2             | 59,2                  |
| VR China             | 526,9              | 2391,1             | 41,1                  |
| Japan                | 185,7              | 242,5              | 4,2                   |

### Belgien
Die größten Unternehmen der Chemiebranche in Belgien sind Belchim (Agrochemie), Domo (Chemiefasern), Prayon (weltgrößter Hersteller von Phosphorsäure), Ravago (Kunststoffe), Solvay (Soda), Taminco (Amine) und Vynova (Chlorchemie).

### Brasilien
Die brasilianische Chemiebranche produzierte im Jahr 2021 Waren im Werte von 82 Mrd. US$.
Das größte Unternehmen der Chemiebranche ist Petrobras (Petrochemie). Ferner gibt es noch Braskem (Petrochemie) und Copesul (Petrochemie). Petrobras plant erhebliche Investitionen in den Bau von Öl- und Gasförderung und dem Bau von Bioethanolanlagen.

### China
Seit um das Jahr 2015 ist China der weltgrößte Produktionsstandort für Chemikalien. Das jährliche Wachstum der Chemiewirtschaft liegt zwischen 10 und 20 %. Die drei größten Chemiefirmen sind die staatlichen Ölkonzerne PetroChina, Sinopec und China National Offshore Oil. Danach folgen Sinochem, der Kohleförderer China Shenhua Energy und ChemChina, zu der auch der größte israelische Chemiekonzern Adama gehört.
In China gibt es eine Vielzahl von Kooperationsprojekten mit Unternehmen aus den USA, Großbritannien, Deutschland und anderen Staaten (z. B. ein Joint-Venture von Shenhua und Dow Chemical zum Aufbau einer Kohleverflüssigungsanlage, ferner mit BASF, Bayer, DuPont, BP usw.). Besonders hoch sind die Investitionen im Raffineriebau. China plant außerdem mehrere große Projekte in der Kohlechemie.

### Deutschland
„Preußen-Deutschland wurde das führende Land der Chemie, weil es über ein höheres Bildungsniveau als alle anderen Länder verfügte.“

Nach dem wirtschaftlichen Einbruch im Jahr 2009 erholte sich die Branche in den Jahren 2010 und 2011, wobei der Umsatz 2011 wieder das hohe Niveau von 2006 erreichte. Einige Sektoren, wie Chemiefasern, Anstrichmittel und Druckfarben, stagnieren jedoch seit der Krise bei 76 % bzw. 90 % des Niveaus von 2005. Starke Wachstumsbereiche waren die pharmazeutische Industrie, Pflanzenschutzmittel und sonstige chemische Erzeugnisse, die jeweils über 20 % Umsatzsteigerung seit 2005 verzeichneten.
Aktuell befindet sich die Chemiewirtschaft in Deutschland in einer herausfordernden Phase. Im Jahr 2024 verzeichnete die chemisch-pharmazeutische Industrie ein Produktionsplus von 2 %, jedoch sank der Gesamtumsatz um 2 % auf 221 Milliarden Euro. Die Produktion liegt damit rund 16 % unter dem Niveau von 2018. Während die Herstellung chemischer Grundstoffe um 8 % zulegte, blieb die Spezialchemie mit einem Rückgang von 2 % erneut hinter den Erwartungen zurück. Die Pharmaproduktion verzeichnete ein Minus von 1,5 %, bedingt durch Lieferkettenprobleme, Kapazitätsengpässe und hohe Kosten am Standort Deutschland. Positiv bewertet wird die steigende Nachfrage aus dem außereuropäischen Ausland, insbesondere nach Pharmazeutika, Wasch- und Körperpflegemitteln sowie Anorganika. Der Inlandsumsatz hingegen brach um 1,4 % ein und erreichte nur 19,5 Milliarden Euro. Die Branche sieht sich weiterhin mit strukturellen Herausforderungen konfrontiert, darunter hohe Energiepreise, Bürokratie und Fachkräftemangel. Der Verband der Chemischen Industrie (VCI) prognostiziert für 2025 eine Stagnation bei Aufträgen und Umsatz.
Der Gesamtumsatz der deutschen Chemieindustrie lag im Jahr 2011 bei 144,3 Mrd. €. Länder mit sehr hohen Umsätzen (2011, Umrechnung in €) in der chemisch-pharmazeutischen Industrie sind China (893 Mrd. €), USA (584 Mrd. €), Japan (241 Mrd. €), Deutschland (197 Mrd. €), Republik Korea (128 Mrd. €), Frankreich (119 Mrd. €), Brasilien (105 Mrd. €), Italien (80 Mrd. €), Indien (74 Mrd. €), Taiwan (64 Mrd. €), Großbritannien (63 Mrd. €), Niederlande (63 Mrd. €), Russische Föderation (60 Mrd. €), Schweiz (59 Mrd. €), Spanien (54 Mrd. €).
Deutschland ist weltweit drittgrößter Importeur (110 Mrd. €) und größter Exporteur (153 Mrd. €) von chemisch-pharmazeutischen Erzeugnissen.
Die deutsche Chemieindustrie stellt ca. 30.000 Chemieprodukte her. Dafür benötigt sie 19 Mio. Tonnen fossile Rohstoffe (Erdöl, Erdgas, Kohle), 2,7 Mio. Tonnen nachwachsende Rohstoffe, 20 Mio. Tonnen mineralische Rohstoffe, die sie hauptsächlich durch den Handel mit anderen Staaten erhält.
Die folgende Tabelle zeigt die Verteilung der Umsätze nach Chemiesparten (Auswahl):
| Chemiesparte                  | Umsatz Mrd. € 2011 | Umsatz Mrd. € 2023 |
| ----------------------------- | ------------------ | ------------------ |
| Anorganische Grundchemikalien | 15,6               | 16,3               |
| Petrochemikalien und Derivate | 46,1               | 54,0               |
| Polymere (Kunststoffe)        | 30,0               | 28,7               |
| Fein- und Spezialchemikalien  | 39,5               | 53,1               |
| Pharmazeutika                 | 39,7               | 58,7               |
| Wasch- und Körperpflegemittel | 13,2               | 14,6               |

### Frankreich
Frankreich hat etwa 190.000 Chemiebeschäftigte. In Frankreich gibt es mehrere Großkonzerne: ARKEMA (Spezialchemie), Air Liquide (Industriegase), TotalEnergies (Erdöl) und Sanofi (Pharma).

### Großbritannien
In Großbritannien gibt es drei große Chemieunternehmen: Unilever (Haushaltsprodukte, Kosmetika), BOC (Industriegase) und Shell.
Deutschland, Frankreich, die Niederlande und die USA sind wichtige Chemieimporteure für Großbritannien.

### Japan
Die japanischen Chemieunternehmen wurden beim Umsatz abgehängt, doch gehören sie zu den forschungsstärksten der Welt. Japans umsatzstärkster Chemiekonzern (Stand 2015) ist Mitsubishi Chemical Holdings, danach folgen Fujifilm, Shōwa Denkō, Ube Industries und Kuraray.

### Niederlande
In den Niederlanden gibt es drei Großunternehmen der Chemie: Shell, AkzoNobel und DSM. Deutschland ist der wichtigste Handels- und Investitionspartner für die Chemie.

### Italien
Ein Drittel des Chemieumsatzes wird von ausländischen Unternehmen in Italien erwirtschaftet. Wichtige Chemieunternehmen Italiens sind Versalis (früher Eni Polimeri), Gruppo Mossi&Ghisolfi (Kunststoffhersteller) und Mapei (Bauchemie).

### Österreich
Die Chemieindustrie ist der zweitwichtigste Industriebereich Österreichs. Die Chemieindustrie Österreichs hat etwa 41.000 Beschäftigte. Das größte Chemieindustriegebiet liegt bei Linz. Bedeutende Unternehmen sind Borealis Agrolinz Melamine und die Donau Chemie, Kwizda sowie das Mineralölunternehmen OMV. Als gesetzliche Interessensvertretung firmiert der Fachverband der Chemischen Industrie Österreichs.

### Russland
Von 2009 bis 2021 verzeichnete die chemische Industrie in Russland ein stabiles Wachstum. Die Produktion stieg jährlich um 5,5 bis 7 % an. Aber die Ereignisse des Jahres 2022 haben einen ernsten Eindruck hinterlassen. In diesem Jahr fiel der Ausstoß der chemischen Industrie um etwa 3,8 %.
Große Chemiekonzerne sind die Holding Sibur (Mehrheitsaktionär: Gasprom), Salawatnefteorgsintes (Petrochemie) und EuroChem (Mineraldünger, Petrochemie).

### Saudi-Arabien
Das größte Chemieunternehmen in Saudi-Arabien ist Saudi Basic Industries Corporation (SABIC). SABIC gehört zu 70 % dem Staat und beschäftigt etwa 40.000 Mitarbeiter. SABIC hatte zwischen 2009 und 2011 ein sehr starkes Umsatzwachstum von 29 %, bzw. 35 % pro Jahr. SABIC stellt Polyethylen (Platz 3), Polypropylen (Platz 4), Ethylen (Platz 1), Ethylenglykol, Methanol, MTBE her. In den letzten Jahren gab es mehrere Joint-Ventures mit chinesischen, japanischen und auch europäischen Firmen.

### Schweiz
In der Schweiz gibt es ca. 65.000 Beschäftigte in der Chemieindustrie, ca. die Hälfte davon arbeitet in der Forschung und Entwicklung. Rund 95 % aller im Land hergestellter Produkte gehen in den Export.
Große Unternehmen sind Novartis und die Roche-Gruppe. Sie produzieren zu großen Teilen im Ausland, gehören sie doch zu den größten Pharma-Konzernen weltweit.

### Spanien
Die spanische Chemieindustrie erwirtschaftete 69 Mrd. € Umsatz im Jahr 2021 (2007: 48 Mrd. €). Viele internationale Unternehmen haben in Spanien Zweigwerke gegründet.

### USA
Das Produktionsvolumen der Chemieindustrie der USA ist größer als die deutsche Chemieindustrie. Die größten reinen Chemieunternehmen in den USA sind Dow Chemical, DuPont, Lyondellbasell und PPG Industries. Viele dieser Unternehmen sind international tätig.